# پیرازولوپیریدین‌ها

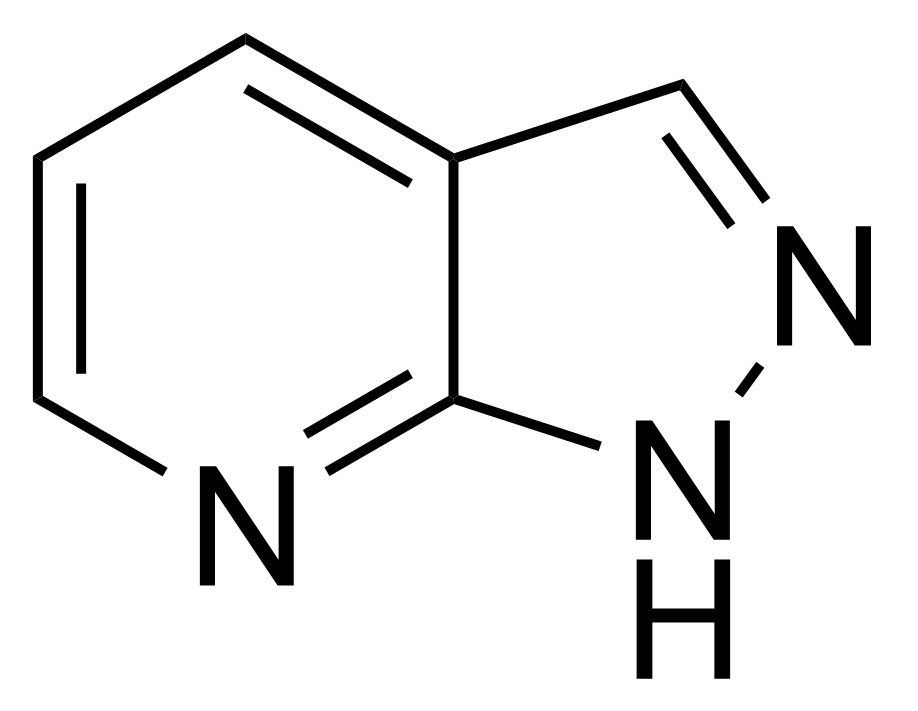
پیرازولو[4,3-b]پیریدین، ساختار شیمیایی پایه این کلاس از داروها است.

پیرازولوپیریدین‌ها گروهی از داروها هستند که به عنوان ضداضطراب مورد بررسی قرار می‌گیرند و به عنوان تعدیل کننده‌های آلوستریک مثبت گیرنده GABAA از طریق محل اتصال باربیتورات عمل می‌کنند.  این دسته داروها شامل ترکیبات زیر هستند:
- کارتازولات (SQ-65,396)
- اتازولات (SQ-20,009)
- ICI-190,622
- تراکازولات (ICI-136,753)

## همچنین ببینید
- باربیتورات‌ها
- کلرمتیازول
- اتومیدیت